# 十二譚
《十二谭》，2021年中国大陆民初背景电视剧，优酷与唐人影视自制的网络剧，改编自《无心法师》作家「尼罗」同名作品。由古力娜扎、刘以豪、谷嘉诚、刘暢畅領銜主演。2019年10月21日在横店举行了开机仪式。2020年1月20日全劇殺青。於2021年3月27日优酷首播，臺灣由myVideo、LINE TV、KKTV於4月28日全集上架，LiTV 線上影視於5月3日上架。

## 播出時間及平台
| 頻道          | 所在地   | 播出日期      | 播出時間 | 備註                                        |
| ------------- | -------- | ------------- | -------- | ------------------------------------------- |
| 优酷          | 中国大陆 | 2021年3月27日 | 20:00    | VIP会员抢先看 VIP会员首更6集，非会员首更2集 |
| LiTV 線上影視 | 臺灣     | 2021年5月3日  |          | VIP会员無廣告免費觀看 非VIP会员免費觀看     |
| myVideo       | 臺灣     | 2021年4月28日 |          | 全集上架                                    |
| LINE TV       | 臺灣     | 2021年4月28日 |          | 全集上架                                    |
| KKTV          | 臺灣     | 2021年4月28日 |          | 全集上架                                    |

## 劇情簡介
似神似妖，活了两千年的金性坚（刘以豪 饰演）与夜明珠修炼成人的神秘女子夜明（古力娜扎 饰演）之间，爱恨纠葛缠绵千年，超时空苦逼追爱史。以及围绕在他们周围的小妖怪们接踵登场，开启了一段段或爆笑、或热血、或感人、或甜蜜的有趣故事。

## 演員表

### 主要角色
| 演員     | 角色   | 介紹 | 配音演员 |
| 古力娜扎 | 夜 明  | 夜明珠，属性：妖 修行：2000年 天上星星所幻化 千年前本是天上星星、因慕恋人间化作夜明珠堕落降世 每千年必遭雷劫 超凡脱俗，动如脱兔的神仙姐姐 个性主见、一本正经带点小俏皮 她无比珍视生命与自由，而金性坚不仅囚禁她十年，还令她好友死去 | 乔诗语   |
| 刘以豪   | 金性坚 | 属性：神 女蜗补天石所幻化，所制印章可为妖加持法力 做事只追随自己的心意，历尽人世沧桑，无数的生死考验让他练就了一副铁石心肠。外表冷峻不近烟火，内心柔软坚毅，等待千年，只为与夜明相守。                                              | 杨天翔   |
| 刘畅     | 少白   | 血蝠，属性：妖 修行：1000年 本为人，夺取夜明半颗夜明珠后吞噬千年血蝠王成妖 一直覬覦夜明體內僅存的一絲神力，他對夜明的愛，也早已成為赤裸裸的利用。                                                                                   | 魏超     |
| 谷嘉诚   | 莲玄   | 捉妖師 外表嚴肅、正經，卻是大大咧咧、一根筋的直腸子，常常被人不明所以地挖坑，顯得有幾分憨萌可愛。堅持著人有人界，妖有妖界，人妖殊途的樸素「真理」。                                                                                 | 弋凡     |
| 杨之楹   | 小青   | 小青虫，属性：妖 修行：200年 历经200多年修行幻化成人 性格活泼可爱、感情中勇敢主动 對蓮玄情有獨鍾 最後為救蓮玄內丹破裂而死 | 刘晴     |
| 周峻纬   | 叶青春 | 洋服店老板/服装设计师 金性坚的好友。自命不凡又有點小清高。他風度翩翩，又懂得中西禮數，深得女人的喜愛，他是天下最懂得女性美的服裝設計師。                                                                                            | 钱文青   |
| 陈雨锶   | 叶丽娜 | 学生 古靈精怪，元氣滿滿的美少女。強硬闖入金性堅乏味的生活，給他帶來溫暖和陽光。 | 徐佳琦   |

### 单元主演
| 演員   | 角色       | 介紹 | 配音演员 |
| 邓恩熙 | 小鱼       | 鱼，属性：妖 修行：200年 历经200多年修行幻化成人 天真懵懂 本与白玉书已经私定终生，却为其挡下子弹而奄奄一息 被金性坚以半个妖丹为代价救活，只能变回原形                                      | 唐小喜   |
| 陈哲远 | 白玉书     | 脚行少东家 被欺负时被小鱼出手救下，本与小鱼已经私定终生，却在其中枪时得知其鱼妖身份 最后一直守护小鱼                                                                                       | 歪歪     |
| 郑龙   | 鲲哥       | |          |
| 任雨萌 | 牛珍妮     | 学生 |          |
| 李彧   | 红豆相思君 | 属性：妖，枣核 修行：500年 吸食善男怨女的精气提高法力 | 张磊     |
| 徐沐婵 | 白衣       | 属性：妖，白鼠 修行：200年 历经200多年修行幻化成人 性格天真懵懂、喜欢吃各种小甜品 年少时受过夜明的恩惠 与佳贝勒情投意合，却被莲玄误以为是于少白身边之人将其杀害 临死之时，将佳贝勒记忆抹去 | 乔苏     |
| 丁桥   | 佳贝勒     | 没落贵族 金性坚好友 与白衣情投意合，在其临死之时被抹去记忆 |          |
| 赵顺然 | 殷清       | 属性：妖，血蝠 修行：300年 喜欢小桃 喜爱人类、迷恋人间，不肯吸食人血、妖气微弱 在人间游历几世，只为躲避哥哥的追捕                                                                          | 谷江山   |
| 章乐韵 | 小桃       | 歌女 喜欢殷清 | 李诗萌   |
| 安琥   | 段司令     | 军阀 |          |
| 汪颺   | 阿弯       | 属性：妖，蛇 修行：100年 凭借金性坚印章法力加持化形入世 | 赵熠彤   |
| 景如洋 | 白阿九     | 属性：妖，九尾狐 修行：100年 延承父母九尾，百年修行幻化成人 | 李雪娇   |
| 刘昱晗 | 路谨之     | 军官 | 金弦     |
| 张乔耳 | 陆天娇     | 学生 | 聂曦映   |
| 魏哲鸣 | 梦貘       | 属性：妖，上古神兽 吸食人类梦境为食 |          |
| 边程   | 叶小虎     | 属性：妖，猫 修行：100年 身手敏捷、喜食生肉，机缘巧合凭借金性坚印章法力加持幻化人形，遍寻叶青春开启猫的报恩                                                                                | 李昕     |

### 其他角色
| 演員 | 角色   | 介紹 | 配音演员 |
| 张雷 | 白金刚 |      | 宝木中阳 |

## 电视剧歌曲
| 曲序 | 曲目               | 演唱           |
| ---- | ------------------ | -------------- |
| 1.   | 且听心说（主题曲） | 周笔畅         |
| 2.   | 微風吹（片尾曲）   | 趙磊           |
| 3.   | 知命（插曲）       | 余佳運，洪一諾 |
| 4.   | 微風吹（插曲）     | 李紫婷         |

## 外部連結
- 《十二谭》的新浪微博
- 豆瓣电影上《十二谭》的資料 （简体中文）
- 十二譚 優酷頁（页面存档备份，存于）
- 在Netflix上觀看《十二譚》